# The New Palgrave Dictionary of Economics
The New Palgrave Dictionary of Economics est une encyclopédie de référence en économie. 
La première édition a été publiée en 1987.
Le seconde édition, éditée en 2008 sous la direction de Steven Durlauf (en) et Lawrence E. Blume (en) aux éditions Palgrave Macmillan contient 8 volumes et plus de 1 900 articles.
La troisième édition et dernière en date est publiée en 2018, en 20 volumes. Elle contient plus de 3 900 articles, dont 75 écrits par des lauréats du Prix Nobel.